# Bertholletia
Genre
Bertholletia est un genre de plante à fleurs de la famille des Lecythidaceae. Il ne comprend qu'une ou deux espèces originaires de la zone tropicale de l'Amérique du Sud. Ce genre a été nommé ainsi par Aimé Bonpland en hommage à son ami chimiste Claude Louis Berthollet « à qui l'on doit tant de découvertes, et dont les travaux actuels promettent beaucoup à la physiologie et à la chimie des végétaux ».

## Liste d'espèces
Selon GRIN (21 février 2016) et Tropicos (21 février 2016) :
- Bertholletia excelsa Humb. & Bonpl. - noyer du Brésil ou noyer d'Amazonie

Selon World Checklist of Selected Plant Families (WCSP) (21 février 2016) :
- Bertholletia excelsa Bonpl. (1808)

On rencontre aussi, selon les botanistes :
- Bertholletia nobilis Miers, synonyme de Bertholletia excelsa Bonpl.
- Bertholletia minor Chois. ex Knuth, 1939, synonyme de Lecythis corrugata subsp. rosea (Spruce ex O.Berg)